# Christian Carl Boeck
Christian Carl Boeck (født 1765, død 14. august 1846) var en dansk herredsfoged, birkedommer, forfatter og redaktør.
C.C. Boeck blev født i Vejle og blev døbt 23. september 1765. Han var søn af daværende ritmester Johan Christian Boeck (døbt i København 28. marts 1723, død 10. oktober 1787 og Marie Christine Hansdatter (døbt i Vejstrup 22. april 1732, gift 17. juni 1753, død 14. december 1816). Boeck deponerede fra Horsens Skole i 1782, han tog latinsk-juridisk eksamen ved Københavns Universitet i 1791 og fik karakteren laudabilis. 
I 1796 blev han auditør ved Kongens Regiment. 2. november 1804 blev han byfoged i Sæby, samt herredsfoged i Børglum og Jerslev Herreder. 14. december samme år blev han virkelig kancelliråd, og 21. juni 1805 birkedommer og 18. juni 1817 birkeskriver ved Sæbygårds Birk. 12. november 1824 blev han herredsfoged i Elbo, Holmans og Brusk Herreder i Vejle Amt. 7. juli 1826 blev han udnævnt til virkelig etatsråd.
Den 26. januar 1846 blev hans 50-års embedsjubilæum festligholdt, og han blev 17. august samme år efter ansøgning afskediget i nåde med pension, men han var da allerede død den 14. samme måned i Fredericia.
Han blev i 1797 gift med Anne Elisabeth Buchhave, datter af Rudolph Buchhave og Christiane Frederikke Pultz (født 21. maj 1773, død 1788), med hvem han bl.a. fik sønnen Peter Christian Bianco Boeck.
Efter Rudolph Buchhaves død overtog Boeck i begyndelsen af 1797 redaktørposten ved tidsskriftet Politisk og Physisk Magazin, og var således ansvarlig for redaktionen af bind IX-XVI (1797-1800) af dette. I 1800 forandrede han titlen på tidsskriftet til Politisk og historisk Magazin, og besørgede 4. årgange af dette. Han oversatte flere udenlandske artikler til bladet under sin tid som redaktør, , bl.a. G.C. Cannabich's skrifter om det gamle og det ny Testamentes Mirakler betragtede i deres sande Skikkelse og Kritik over den christelige Kirkes gamle og ny Lære (udgivet som selvstændige skrifter i henholdsvis 1800 og 1801).
Redaktørposten af dette revolutionære blad under det enevældige styre var dog ikke risikofri. I august 1797 betvivlede Boeck i en note til en oversat artikel Kongelovens gyldighed, og for dette blev han ved kongelig resolution, det vil sige uden retssag, idømt 3 måneders fæstningsarrest af 2. grad på Kastellet. Desuden skulle han indrykke en artikel i Adresseavisen hvor han tog afstand fra sine tidligere udtalelser, hvilket skete i bladets nr. 301 20. november samme år.
Han udgav i 1804 Ny Billed- og Læsebog for Børn (udkom i 2. og forbedret oplag i 1808) samt en Fransk naturhistorisk Læsebog for den tilvoxende Ungdom (1804). Desuden han bidraget med anmeldelser til Lærde efterretninger.
C.C. Boeck var farfar til den senere forfatter, Christian Nyholm Boeck, f. 1850